# IC 3180
IC 3180 — галактика типу NF (в процесі підтвердження) у сузір'ї Велика Ведмедиця.
Цей об'єкт міститься в оригінальній редакції індексного каталогу.